# David Neel
David Neel o Tlat'lala'wis‘ (Illa de Vancouver, 1960) és un fotògraf professional i escriptor canadenc d'ètnia kwakiutl, ha revitalitzat l'escultura tradicional kwakiutl i ha fet joies tradicionals amb diversos metalls. També ha escrit The great canoes: reviving a Northwest Coast tradition (1995) i Our chiefs and elders: words and photographs of Native Leaders (1992).

## Obres d'art
A la dècada de 1990 va desenvolupar un estil de talla molt personalitzat i controvertit, utilitzant màscares per comentar i editorialitzar la història i la societat contemporànies. Va arribar a creure que "la tradició és una base sobre la qual construir, no un conjunt de regles per frenar la creativitat". Alguns exemples d'aquestes màscares són la "Màscara del comerç internacional", que es va exhibir a Londres, Anglaterra, per a la Royal Opening of Canada House, i la "Màscara del sistema d'injustícia", que es va exhibir a l'edició de 1999 Biennal de Venècia. Per a la Biennal, Neel va exposar les seves màscares contemporànies en una instal·lació específica del lloc i va fer una actuació al Gran Canal amb la seva canoa de 26 peus, el "Walas-Kwis-Gila" (Viatja grans distàncies). Després de la publicació de The Great Canoes l'any 1995, va tallar dues canoes; un de 26 peus i 32 peus, que es van utilitzar en diversos viatges en canoa.